# بچه‌رو (فیلم)
بچه‌رو (انگلیسی: Baby Face) درامِ پیشاکدی به کارگردانی آلفرد گرین و با بازیگریِ باربارا استنویک است که در سال ۱۹۳۳ در کمپانی برادران وارنرز ساخته شد. در این فیلم جرج برنت نیز ایفای نقش می‌کند. داستان فیلم (بر اساس نوشته‌ی داریل زانوک با نام مستعار مارک کانفیلد) درباره‌ی زن جذابِ جوانی‌ست که از رابطه‌ی جنسی برای پیشبرد موقعیت اجتماعی و مالی خود بهره می‌برد. جان وینِ بیست و پنج ساله در نقشی مکمل، یکی از عاشقان پاورز است.
طرحِ آزادِ رابطه‌ی جنسی در فیلم، آن را به یکی از بدنام‌ترین فیلم‌های دوره‌ی پیشا-کد تبدیل کرد. و با شدیدتر اجرا شدن کد از سال ۱۹۳۴ باعث به پایان رسیدن دوره شد. بچه‌رو بی‌شک یکی از ده فیلمی‌ست که باعث اجرای کد تولید شد.
در سال ۲۰۰۵ بچه‌رو در میان ۲۵ فیلمی قرار گرفت که سالیانه برای فهرست کتابخانه کنگره انتخاب می‌شوند.

## خلاصه‌ی داستان
لیلی پاورز (باربارا استنویک) در میخانه‌ی غیرقانونیِ پدرش نیک (رابرت برت) کار می‌کند. زندگیشان در پنسیلوانیا در زمان"ممنوعیت" می‌گذرد. پدرِ لیلی از سن ۱۴ سالگی او را مجبور به همخوابگی با بسیاری از مشتریانش می‌کرده است. تنها مردی که می‌تواند به او اعتماد داشته باشد، پینه‌دوزی به نام کراگ (با بازی آلفونس اِثیِر) است که ستایشگر نیچه است و به لیلی توصیه می‌کند به کارهای بزرگتری بیندیشد. پدر در اثر انفجار دستگاه تقطیرش کشته می‌شود. کراگ به لیلی می‌گوید به شهری بزرگ برود و از نفوذش بر مردان استفاده کند. او و همکار آفریقایی-آمریکایی‌اش (به نام چیکو با بازی ترزا هریس) که دوست نزدیکش نیز هست، پنهانی سوار قطار باری‌ای می‌شوند که عازم نیویورک است، ولی کارگرِ راه‌آهنی آنها را می‌یابد و تهدید به انداختن در زندان می‌کند. لیلی دکمه‌ی بلوزش را باز می‌کند و می‌گوید: "صبرکن ... نمیشه دربارش صحبت کنیم؟" (صحنه با اشاره‌های ضمنی به رابطه‌ی جنسی آن دو برای تغییر عقیده مرد ادامه پیدا می‌کند).
در نیویورک لیلی به ساختمان گاتام تراست می‌رود، کارمند کارگزینی را اغوا می‌کند و شغلی می‌یابد. صعود متعاقبِ او در این ساختمان همراه با رابطه‌های جنسی‌اش ادامه می‌یابد. 
در بخش بایگانی، لیلی با جیمی مک‌کوی جونیور (جان وین وارد رابطه می‌شود که او را برای ارتقا به رئیس خود برودی (داگلاس دامبریل) توصیه می‌کند. او پس از اغوای برودی به بخش رهن می‌رود. آن دو توسط ند استیونز (دونالد کوک که مدیر جوانِ رو به ترقی‌ای‌ست در حال معاشقه دیده می‌شوند. برودی اخراج می‌شود، ولی لیلی می‌گوید که برودی خود را به او تحمیل کرده است. ند حرفش را باور می‌کند و در اداره‌ی حسابداری کاری به او می‌دهد.